# Microstylum magnum
Microstylum magnum là một loài ruồi trong họ Asilidae. Microstylum magnum được Bromley miêu tả năm 1927. Loài này phân bố ở vùng nhiệt đới châu Phi.